# IHF Volley 2011-2012
Questa voce raccoglie le informazioni riguardanti l'IHF Volley nelle competizioni ufficiali della stagione 2011-2012.

## Organigramma societario
Area direttiva
- Presidente: Lucio Iacobucci

Area tecnica
- Allenatore: Luca Secchi
- Allenatore in seconda: Joël Despaigne
- Scout man: Nicola Lucarelli

Area sanitaria
- Medico: Raffaele Iorio
- Preparatore atletico: Maurizio Crispino
- Fisioterapista: Alberto Gandolfo

## Rosa
| N° | Nome                | Ruolo | Data di nascita   | Nazionalità sportiva |
| -- | ------------------- | ----- | ----------------- | -------------------- |
| 1  | Chiara Monacelli    | P     | 6 dicembre 1982   | Italia               |
| 2  | Jaqueline Kohler    | S     | 10 marzo 1983     | Brasile              |
| 4  | Elena García        | S     | 12 agosto 1979    | Spagna               |
| 5  | Maura Palazzini     | C     | 15 agosto 1976    | Italia               |
| 6  | Karima Sammartano   | L     | 5 luglio 1982     | Italia               |
| 7  | Valeria Zanin       | P     | 6 gennaio 1984    | Italia               |
| 9  | Ekaterina Karalyus  | S     | 21 marzo 1983     | Italia               |
| 10 | Jole Ruzzini        | L     | 25 febbraio 1984  | Italia               |
| 11 | Sara Menghi         | C     | 18 maggio 1983    | Italia               |
| 13 | Federica Giglio     | S     | 16 giugno 1988    | Italia               |
| 15 | Daniela Ginanneschi | S     | 7 aprile 1978     | Italia               |
| 17 | Virginia Spataro    | C     | 30 settembre 1983 | Italia               |
| 18 | Caterina Gioia      | S     | 14 marzo 1992     | Italia               |

## Risultati

### Serie A2

#### Girone di andata
| 1ª giornata - 8 ottobre 2011 Palazzetto dello sport, Frosinone       | IHF            | 0 - 3 | Santa Croce         | 13-25, 18-25, 19-25               |
| 2ª giornata - 16 ottobre 2011 PalaBusnago, Busnago                   | Busnago        | 3 - 1 | IHF                 | 26-24, 25-23, 20-25, 25-20        |
| 3ª giornata - 23 ottobre 2011 PalaGeorge, Montichiari                | Verona         | 0 - 3 | IHF                 | 18-25, 28-30, 24-26               |
| 4ª giornata - 30 ottobre 2011 Palazzetto dello sport, Frosinone      | IHF            | 3 - 2 | Soverato            | 25-18, 17-25, 27-25, 21-25, 15-13 |
| 5ª giornata - 6 novembre 2011 PalaBertoni, Crema                     | Crema          | 3 - 0 | IHF                 | 25-13, 25-17, 25-10               |
| 6ª giornata - 13 novembre 2011 Palazzetto dello sport, Frosinone     | IHF            | 3 - 2 | Loreto              | 14-25, 21-25, 25-16, 25-19, 15-11 |
| 7ª giornata - 20 novembre 2011 PalaRomiti, Forlì                     | Forlì          | 0 - 3 | IHF                 | 22-25, 17-25, 24-26               |
| 8ª giornata - 27 novembre 2011 Palazzetto dello sport, Frosinone     | IHF            | 0 - 3 | Casalmaggiore       | 19-25, 15-25, 18-25               |
| 9ª giornata - 4 dicembre 2011 PalaLiabel, Salsomaggiore Terme        | Terre Verdiane | 3 - 2 | IHF                 | 18-25, 26-24, 15-25, 25-18, 15-13 |
| 10ª giornata - 8 dicembre 2011 Palazzetto dello sport, Frosinone     | IHF            | 3 - 0 | Time Matera         | 25-17, 26-24, 25-9                |
| 11ª giornata - 11 dicembre 2011 Palazzetto dello sport, Frosinone    | IHF            | 3 - 2 | Antares             | 25-19, 25-20, 21-25, 21-25, 15-13 |
| 12ª giornata - 18 dicembre 2011 Palazzetto dello Sport, Giaveno      | Cuatto Giaveno | 3 - 1 | IHF                 | 25-18, 25-22, 20-25, 25-22        |
| 13ª giornata - 26 dicembre 2011 Palazzetto dello sport, Frosinone    | IHF            | 3 - 0 | Rota                | 25-18, 25-17, 25-22               |
| 14ª giornata - 8 gennaio 2012 PalaMacchitella, San Vito dei Normanni | San Vito       | 3 - 0 | IHF                 | 25-19, 25-23, 25-19               |
| 15ª giornata - 15 gennaio 2012 Palazzetto dello sport, Frosinone     | IHF            | 3 - 0 | Pontecagnano Faiano | 25-13, 25-18, 31-29               |

#### Girone di ritorno
| 16ª giornata - 22 gennaio 2012 PalaParenti, Santa Croce sull'Arno | Santa Croce         | 3 - 1 | IHF            | 25-14, 25-16, 21-25, 25-15        |
| 17ª giornata - 29 gennaio 2012 Palazzetto dello sport, Frosinone  | IHF                 | 0 - 3 | Busnago        | 24-26, 21-25, 21-25               |
| 18ª giornata - 29 febbraio 2012 Palazzetto dello sport, Frosinone | IHF                 | 1 - 3 | Verona         | 25-22, 21-25, 22-25, 18-25        |
| 19ª giornata - 12 febbraio 2012 PalaScoppa, Soverato              | Soverato            | 3 - 2 | IHF            | 17-25, 25-23, 21-25, 25-20, 15-7  |
| 20ª giornata - 19 febbraio 2012 Palazzetto dello sport, Frosinone | IHF                 | 1 - 3 | Crema          | 13-25, 26-24, 21-25, 22-25        |
| 21ª giornata - 25 febbraio 2012 PalaSerenelli, Loreto             | Loreto              | 3 - 1 | IHF            | 27-25, 21-25, 27-25, 29-27        |
| 22ª giornata - 11 marzo 2012 Palazzetto dello sport, Frosinone    | IHF                 | 3 - 0 | Forlì          | 25-14, 26-24, 25-14               |
| 23ª giornata - 18 marzo 2012 PalaBaslenga, Casalmaggiore          | Casalmaggiore       | 3 - 1 | IHF            | 25-21, 25-27, 25-15, 25-21        |
| 24ª giornata - 25 marzo 2012 Palazzetto dello sport, Frosinone    | IHF                 | 1 - 3 | Terre Verdiane | 26-24, 23-25, 18-25, 16-25        |
| 25ª giornata - 1º aprile 2012 PalaSassi, Matera                   | Time Matera         | 2 - 3 | IHF            | 23-25, 25-16, 25-23, 20-25, 8-15  |
| 26ª giornata - 7 aprile 2012 PalaPozzillo, Sala Consilina         | Antares             | 3 - 2 | IHF            | 25-27, 21-25, 27-25, 25-18, 20-18 |
| 27ª giornata - 15 aprile 2012 Palazzetto dello sport, Frosinone   | IHF                 | 3 - 2 | Cuatto Giaveno | 25-15, 18-25, 25-14, 23-25, 15-12 |
| 28ª giornata - 22 aprile 2012 PalaRota, Mercato San Severino      | Rota                | 3 - 2 | IHF            | 24-26, 16-25, 25-15, 25-22, 15-13 |
| 29ª giornata - 25 aprile 2012 Palazzetto dello sport, Frosinone   | IHF                 | 3 - 0 | San Vito       | 25-17, 25-20, 26-24               |
| 30ª giornata - 29 aprile 2012 PalaPicentia, Pontecagnano Faiano   | Pontecagnano Faiano | 3 - 1 | IHF            | 19-25, 25-22, 25-9, 25-16         |